# Martí Herrero
Martí Rafel Herrero Martín –también escrito como Rafael Martí– (Barcelona, 14 de agosto de 1964) es un deportista español que compitió en esquí acrobático.
Ganó una medalla de bronce en el Campeonato Mundial de Esquí Acrobático de 1989, en la prueba combinada. Participó en los Juegos Olímpicos de Albertville 1992, ocupando el 31.er lugar en la prueba de baches.

## Medallero internacional
| Campeonato Mundial | Campeonato Mundial | Campeonato Mundial | Campeonato Mundial |
| Año                | Lugar              | Medalla            | Competición        |
| ------------------ | ------------------ | ------------------ | ------------------ |
| 1989               | Oberjoch (RFA)     | Medalla de bronce  | Combinada          |